# Coppa delle Nazioni 1933
La Coppa delle Nazioni 1933 fu la 12ª edizione della omonima manifestazione di hockey su pista. Venne disputata in Svizzera nella città di Montreux dal 15 al 18 aprile 1933 e fu organizzata dal Montreux Hockey Club.
Il torneo fu vinto dall'ERC Stuttgart per la prima volta nella sua storia.

## Squadre partecipanti
- ERC Stoccarda
- Montreux
- Milan
- Stade Bordelais

## Svolgimento del torneo

### Risultati
|                 | STO | MON | BOR | MIL |
| --------------- | --- | --- | --- | --- |
| ERC Stoccarda   |     | 4-2 | 6-0 | 2-1 |
| Montreux        | 2-2 |     | 6-5 | 4-2 |
| Stade Bordelais | 4-8 | 3-5 |     | 9-2 |
| Milan           | 4-2 | 6-2 | 3-4 |     |

### Classifica
|    | Squadra         | PT | G | V | N | P | GF | GS | Diff. |
| -- | --------------- | -- | - | - | - | - | -- | -- | ----- |
| 1. | ERC Stoccarda   | 9  | 6 | 4 | 1 | 1 | 24 | 13 | +11   |
| 2. | Montreux        | 7  | 6 | 3 | 1 | 2 | 21 | 22 | -1    |
| 3. | Stade Bordelais | 4  | 6 | 2 | 0 | 4 | 25 | 30 | -5    |
| 4. | Milan           | 4  | 6 | 2 | 0 | 4 | 18 | 23 | -5    |

## Campioni
| Vincitore Coppa delle Nazioni 1933 |
| ---------------------------------- |
| ERC Stuttgart 1º titolo            |